# Johannes Nold
Johannes Nold (* 4. März 1899 in Blumenfeld bei Odessa, Russisches Kaiserreich; † nach 1937 in Sibirien, Sowjetunion) war ein russlanddeutscher römisch-katholischer Geistlicher und Märtyrer.

## Leben
Johannes Nold wuchs im Bistum Tiraspol auf. Er studierte Theologie am Priesterseminar Odessa und wurde 1924 von Bischof Anton Zerr geheim zum Priester geweiht. Er wirkte in der Pfarrei Ponjatowka (Rosdilna). Am 16. Oktober 1935 wurde er verhaftet und nach Sibirien deportiert. Das letzte Lebenszeichen ist ein Brief vom 23. Dezember 1937. Seitdem ist er verschollen.

## Gedenken
Die Römisch-katholische Kirche in Deutschland nahm Pfarrer Johannes Nold als Märtyrer in das deutsche Martyrologium des 20. Jahrhunderts auf.